# Hauenstein-Ifenthal
Hauenstein-Ifenthal es una comuna suiza situada en el distrito de Gösgen, en el cantón de Soleura. Tiene una población estimada, a fines de 2022, de 313 habitantes.